# Ėduard Spercjan
Ėduard Mkrtyčevič Spercjan (in russo Эдуард Мкртычевич Сперцян?; trasl. angl. Eduard Spertsyan; Stavropol', 7 giugno 2000) è un calciatore russo naturalizzato armeno, centrocampista del Krasnodar.

## Caratteristiche tecniche
È un centrocampista offensivo.

## Carriera
Cresciuto nel settore giovanile del Krasnodar, ha esordito in prima squadra il 18 settembre 2020 in occasione dell'incontro di Prem'er-Liga vinto 7-2 contro il Chimki. Il 28 ottobre seguente ha debuttato anche in Champions League giocando gli ultimi minuti della sfida della fase a gironi persa 4-0 contro il Chelsea.

## Statistiche
Statistiche aggiornate al 31 ottobre 2020.

### Presenze e reti nei club
| Stagione        | Squadra         | Campionato      | Campionato | Campionato | Coppe nazionali | Coppe nazionali | Coppe nazionali | Coppe continentali | Coppe continentali | Coppe continentali | Altre coppe | Altre coppe | Altre coppe | Totale | Totale | Totale |
| Stagione        | Squadra         | Comp            | Pres       | Reti       | Comp            | Pres            | Reti            | Comp               | Pres               | Reti               | Comp        | Pres        | Reti        | Pres   | Reti   |        |
| --------------- | --------------- | --------------- | ---------- | ---------- | --------------- | --------------- | --------------- | ------------------ | ------------------ | ------------------ | ----------- | ----------- | ----------- | ------ | ------ | ------ |
| 2018-2019       | Krasnodar-3     | 2D              | 12         | 1          |                 | -               | -               |                    | -                  | -                  |             | -           | -           | 12     | 1      |        |
| 2019-2020       | Krasnodar-3     | 2D              | 1          | 0          |                 | -               | -               |                    | -                  | -                  |             | -           | -           | 1      | 0      |        |
| 2017-2018       | Krasnodar-2     | 2D              | 11         | 1          |                 | -               | -               |                    | -                  | -                  |             | -           | -           | 11     | 1      |        |
| 2018-2019       | Krasnodar-2     | 1D              | 11         | 0          |                 | -               | -               |                    | -                  | -                  |             | -           | -           | 11     | 0      |        |
| 2019-2020       | Krasnodar-2     | 1D              | 20         | 0          |                 | -               | -               |                    | -                  | -                  |             | -           | -           | 20     | 0      |        |
| 2020-2021       | Krasnodar-2     | 1D              | 15         | 7          |                 | -               | -               |                    | -                  | -                  |             | -           | -           | 15     | 7      |        |
| 2020-2021       | Krasnodar       | PL              | 4          | 0          | CR              | 0               | 0               | UCL                | 1                  | 0                  |             | -           | -           | 5      | 0      |        |
| Totale carriera | Totale carriera | Totale carriera | 74         | 9          |                 | 0               | 0               |                    | 1                  | 0                  |             | -           | -           | 75     | 9      |        |

### Cronologia presenze e reti in nazionale
| Cronologia completa delle presenze e delle reti in nazionale ― Armenia | Cronologia completa delle presenze e delle reti in nazionale ― Armenia | Cronologia completa delle presenze e delle reti in nazionale ― Armenia | Cronologia completa delle presenze e delle reti in nazionale ― Armenia | Cronologia completa delle presenze e delle reti in nazionale ― Armenia | Cronologia completa delle presenze e delle reti in nazionale ― Armenia | Cronologia completa delle presenze e delle reti in nazionale ― Armenia | Cronologia completa delle presenze e delle reti in nazionale ― Armenia |
| Data                                                                   | Città                                                                  | In casa                                                                | Risultato                                                              | Ospiti                                                                 | Competizione                                                           | Reti                                                                   | Note                                                                   |
| ---------------------------------------------------------------------- | ---------------------------------------------------------------------- | ---------------------------------------------------------------------- | ---------------------------------------------------------------------- | ---------------------------------------------------------------------- | ---------------------------------------------------------------------- | ---------------------------------------------------------------------- | ---------------------------------------------------------------------- |
| 31-3-2021                                                              | Erevan                                                                 | Armenia                                                                | 3 – 2                                                                  | Romania                                                                | Qual. Mondiali 2022                                                    | 1                                                                      | 45’                                                                    |
| 1-6-2021                                                               | Velika Gorica                                                          | Croazia                                                                | 1 – 1                                                                  | Armenia                                                                | Amichevole                                                             | -                                                                      | 45’                                                                    |
| 5-6-2021                                                               | Stoccolma                                                              | Svezia                                                                 | 3 – 1                                                                  | Armenia                                                                | Amichevole                                                             | -                                                                      | 45’                                                                    |
| 2-9-2021                                                               | Skopje                                                                 | Macedonia del Nord                                                     | 0 – 0                                                                  | Armenia                                                                | Qual. Mondiali 2022                                                    | -                                                                      | 67’                                                                    |
| 8-10-2021                                                              | Reykjavík                                                              | Islanda                                                                | 1 – 1                                                                  | Armenia                                                                | Qual. Mondiali 2022                                                    | -                                                                      | 74’ 78’                                                                |
| 11-10-2021                                                             | Bucarest                                                               | Romania                                                                | 1 – 0                                                                  | Armenia                                                                | Qual. Mondiali 2022                                                    | -                                                                      | 65’ 77’                                                                |
| 14-11-2021                                                             | Erevan                                                                 | Armenia                                                                | 1 – 4                                                                  | Germania                                                               | Qual. Mondiali 2022                                                    | -                                                                      |                                                                        |
| 24-3-2022                                                              | Erevan                                                                 | Armenia                                                                | 1 – 0                                                                  | Montenegro                                                             | Amichevole                                                             | -                                                                      |                                                                        |
| 29-3-2022                                                              | Oslo                                                                   | Norvegia                                                               | 9 – 0                                                                  | Armenia                                                                | Amichevole                                                             | -                                                                      | 35’                                                                    |
| 4-6-2022                                                               | Erevan                                                                 | Armenia                                                                | 1 – 0                                                                  | Irlanda                                                                | UEFA Nations League 2022-2023 - 1º Turno                               | 1                                                                      |                                                                        |
| 8-6-2022                                                               | Glasgow                                                                | Scozia                                                                 | 2 – 0                                                                  | Armenia                                                                | UEFA Nations League 2022-2023 - 1º Turno                               | -                                                                      | 67’ 71’                                                                |
| 14-6-2022                                                              | Erevan                                                                 | Armenia                                                                | 1 – 4                                                                  | Scozia                                                                 | UEFA Nations League 2022-2023 - 1º Turno                               | -                                                                      | 47’ 59’                                                                |
| 27-9-2022                                                              | Dublino                                                                | Irlanda                                                                | 3 – 2                                                                  | Armenia                                                                | UEFA Nations League 2022-2023 - 1º Turno                               | 1                                                                      |                                                                        |
| 25-3-2023                                                              | Erevan                                                                 | Armenia                                                                | 1 – 2                                                                  | Turchia                                                                | Qual. Euro 2024                                                        | -                                                                      | 47’                                                                    |
| 28-3-2023                                                              | Erevan                                                                 | Armenia                                                                | 2 – 2                                                                  | Cipro                                                                  | Amichevole                                                             | -                                                                      |                                                                        |
| 16-6-2023                                                              | Cardiff                                                                | Galles                                                                 | 2 – 4                                                                  | Armenia                                                                | Qual. Euro 2024                                                        | -                                                                      | Cap.                                                                   |
| 19-6-2023                                                              | Erevan                                                                 | Armenia                                                                | 2 – 1                                                                  | Lettonia                                                               | Qual. Euro 2024                                                        | -                                                                      |                                                                        |
| 8-9-2023                                                               | Eskişehir                                                              | Turchia                                                                | 1 – 1                                                                  | Armenia                                                                | Qual. Euro 2024                                                        | -                                                                      |                                                                        |
| 11-9-2023                                                              | Erevan                                                                 | Armenia                                                                | 0 – 1                                                                  | Croazia                                                                | Qual. Euro 2024                                                        | -                                                                      | Cap.                                                                   |
| 12-10-2023                                                             | Riga                                                                   | Lettonia                                                               | 2 – 0                                                                  | Armenia                                                                | Qual. Euro                                                             | -                                                                      |                                                                        |
| 17-10-2023                                                             | Strumica                                                               | Macedonia del Nord                                                     | 3 – 1                                                                  | Armenia                                                                | Amichevole                                                             | 1                                                                      | 46’                                                                    |
| 18-11-2023                                                             | Erevan                                                                 | Armenia                                                                | 1 – 1                                                                  | Galles                                                                 | Qual. Euro 2024                                                        | -                                                                      |                                                                        |
| 21-11-2023                                                             | Zagabria                                                               | Croazia                                                                | 1 – 0                                                                  | Armenia                                                                | Qual. Euro 2024                                                        | -                                                                      |                                                                        |
| 22-3-2024                                                              | Erevan                                                                 | Armenia                                                                | 0 – 1                                                                  | Kosovo                                                                 | Amichevole                                                             | -                                                                      |                                                                        |
| 26-3-2024                                                              | Praga                                                                  | Rep. Ceca                                                              | 2 – 1                                                                  | Armenia                                                                | Amichevole                                                             | -                                                                      | 46’                                                                    |
| 4-6-2024                                                               | Lubiana                                                                | Slovenia                                                               | 2 – 1                                                                  | Armenia                                                                | Amichevole                                                             | -                                                                      | 64’                                                                    |
| 7-6-2024                                                               | Erevan                                                                 | Armenia                                                                | 2 – 1                                                                  | Kazakistan                                                             | Amichevole                                                             | -                                                                      | 88’                                                                    |
| 7-9-2024                                                               | Erevan                                                                 | Armenia                                                                | 4 – 1                                                                  | Lettonia                                                               | UEFA Nations League 2024-2025 - 1º turno                               | 1                                                                      |                                                                        |
| 10-9-2024                                                              | Skopje                                                                 | Macedonia del Nord                                                     | 2 – 0                                                                  | Armenia                                                                | UEFA Nations League 2024-2025 - 1º turno                               | -                                                                      |                                                                        |
| 13-10-2024                                                             | Erevan                                                                 | Armenia                                                                | 0 – 2                                                                  | Macedonia del Nord                                                     | UEFA Nations League 2024-2025 - 1º turno                               | -                                                                      |                                                                        |
| 14-11-2024                                                             | Erevan                                                                 | Armenia                                                                | 0 – 1                                                                  | Fær Øer                                                                | UEFA Nations League 2024-2025 - 1º turno                               | -                                                                      |                                                                        |
| 17-11-2024                                                             | Riga                                                                   | Lettonia                                                               | 1 – 2                                                                  | Armenia                                                                | UEFA Nations League 2024-2025 - 1º turno                               | 1                                                                      |                                                                        |
| 6-6-2025                                                               | Pristina                                                               | Kosovo                                                                 | 5 – 2                                                                  | Armenia                                                                | Amichevole                                                             | 1                                                                      | Cap.                                                                   |
| 9-6-2025                                                               | Niksic                                                                 | Montenegro                                                             | 2 – 2                                                                  | Armenia                                                                | Amichevole                                                             | 2                                                                      |                                                                        |
| Totale                                                                 |                                                                        | Presenze                                                               | 34                                                                     |                                                                        | Reti (6º posto)                                                        | 9                                                                      |                                                                        |

## Palmarès
- Campionato russo: 1

Krasnodar: 2024-2025